# Vinnie Moore
Pour les articles homonymes, voir Moore.
Vinnie Moore (né le 14 avril 1964 à New Castle) est un guitariste américain rattaché au courant néoclassique de Malmsteen pour le jeu de guitare. Il est membre du groupe de hard rock UFO.

## Biographie
Moore est né à New Castle. Il commence sa carrière professionnelle à l'âge de 12 ans et joue dans des clubs et des bars jusqu'à sa découverte par le membre exécutif de Shrapnel Records, Mike Varney, grâce à une démo. Son lien avec Varney lui permet de participer à une publicité pour Pepsi en 1985,. Moore fait ensuite paraître son premier album solo, Mind's Eye, distribué par Shrapnel Records avec la participation de Tony MacAlpine aux claviers. En 1988, il fait paraître son second album Time Odyssey qui atteint la 147e place du Billboard 200 et se vend à 12 101 exemplaires dans les marchés américains.

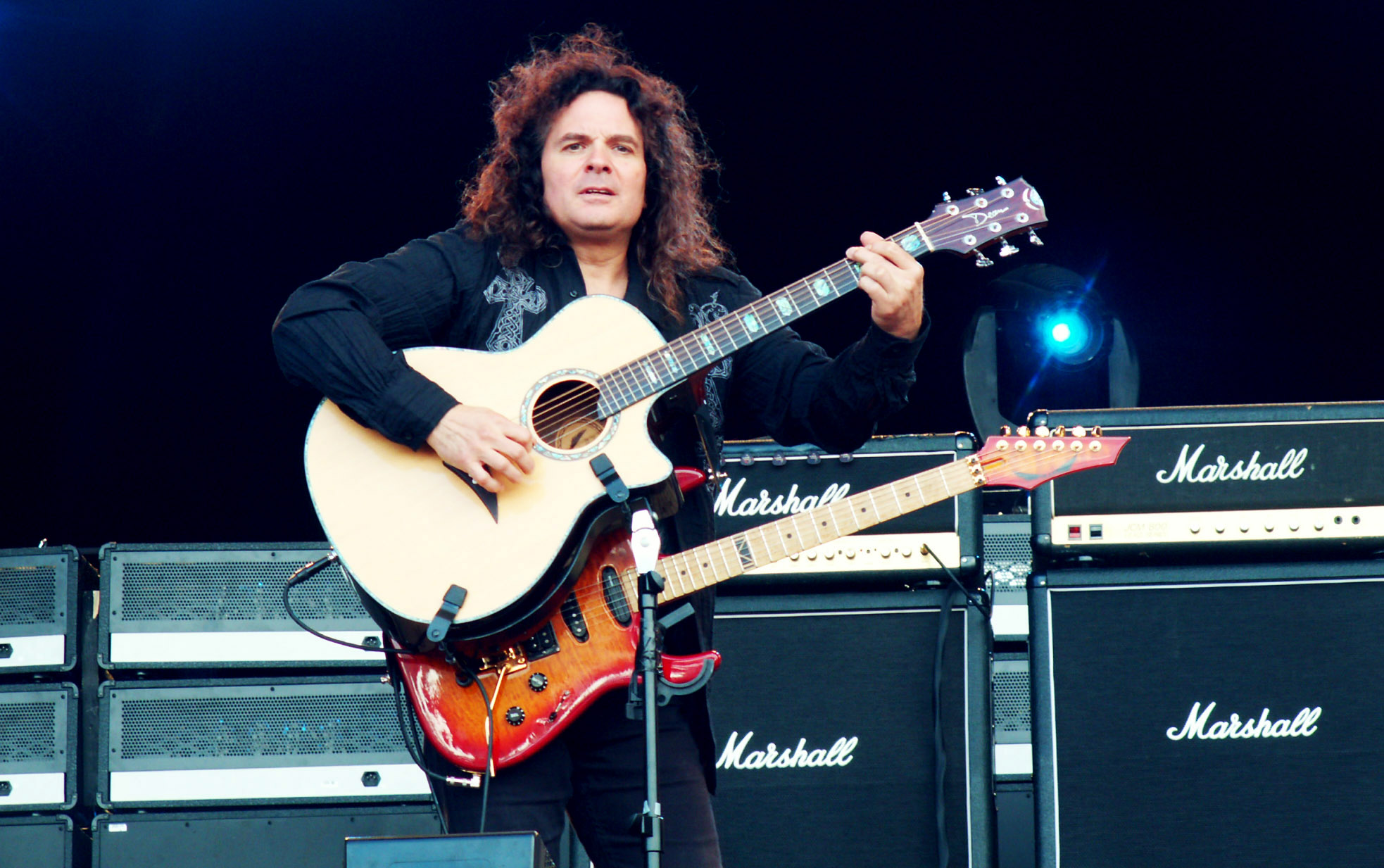
Vinnie Moore (UFO) au Hellfest 2011

Vinnie Moore joue de la guitare solo dans le groupe de heavy metal Vicious Rumors sur leur premier album, Soldiers of the Night. L'album inclut la chanson en solo de Moore, Invader, dans la veine du morceau instrumental Eruption de Van Halen. Il rejoint le groupe d'Alice Cooper lors d'une tournée et participe à l'album Hey Stoopid. Moore met en ligne deux tutoriels vidéo de guitare,. Le 5 août 2013, Moore rejoint sur scène Peter Frampton au Musikfest de Bethlehem, en Pennsylvanie. Le 16 septembre 2014, il fait paraître le premier album, Magna Carta de son nouveau projet musical Red Zone Rider,.

## Discographie

### Albums solo
- 1986 : Mind's Eye
- 1988 : Time Odyssey
- 1991 : Meltdown
- 1996 : Out of Nowhere
- 1999 : The Maze
- 2000 : Live!
- 2001 : Defying Gravity
- 2009 : To The Core
- 2015 : Aerial visions
- 2019 : Soul Shifter
- 2022 : Double Exposure

### Vicious Rumors
- 1985 : Soldiers of the Night

### UFO
- 2004 : You Are Here
- 2006 : The Monkey Puzzle
- 2009 : The Visitor
- 2012 : Seven Deadly

### Participations
- 1991 : Alice Cooper - Hey Stoopid
- 2005 : Jordan Rudess - Rhythm of Time
- 2008 : Destruction - D.E.V.O.L.U.T.I.O.N.